# A Casa do Pó
A Casa do Pó é um romance de Fernando Campos publicado em 1987.
A partir do Itinerário da Terra Santa, de Frei Pantaleão de Aveiro, monge franciscano desconhecido, a obra desenvolve-se em torno de intrigas políticas palacianas, do movimento religioso reformista, da luta surda nos gabinetes do Vaticano e, particularmente, do crescimento dos tentáculos da Inquisição no mundo ibérico.